# 埃米尔·让-方丹
埃米尔·让-方丹（法語：Émile Jean-Fontaine，？—？），法国男子帆船运动员。他曾代表法国参加1900年夏季奥林匹克运动会帆船比赛，获得一枚铜牌。